# Alpheus malleator
Alpheus malleator är en kräftdjursart som beskrevs av James Dwight Dana 1852. Alpheus malleator ingår i släktet Alpheus och familjen Alpheidae. Inga underarter finns listade i Catalogue of Life.